# 時計の聖地

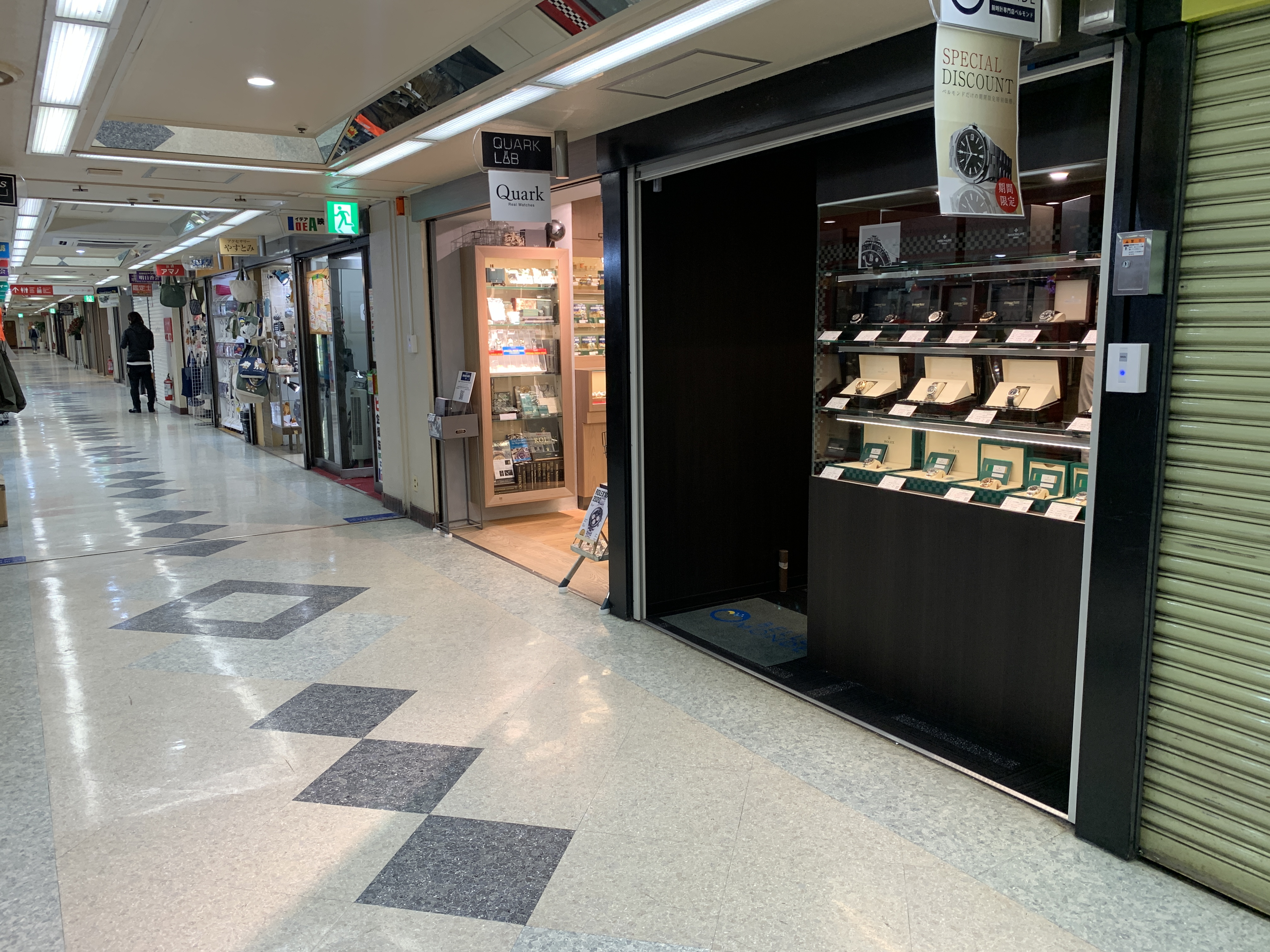
3階フロアに時計店が立ち並ぶ様子

時計の聖地（とけいのせいち）とは、東京都中野区中野五丁目にある複合ビル「中野ブロードウェイ」内三階フロアの時計店密集エリアの事を指す。

## 概要
1987年より最初の時計販売店がオープンしてから2020年現在では大小13店舗が立ち並ぶ世界的に見ても類のない密集率であり一部のマニアの間では2000年代初期より時計の聖地と呼ばれていたが2019年には中野区の公式観光案内サイトにおいても時計の聖地というフレーズが使われるようになり2020年にはテレビ番組などの大手メディアでも時計の聖地として紹介されるようになり時計の聖地というフレーズが日本国内においては中野ブロードウェイ3階の時計販売店密集エリアの事を指す呼び方として定着した。
近年は中野ブロードウェイ内への時計店の出店が進み2017年から2020年にかけて6店舗もの時計店が新規にオープンしている。
元々サブカルチャーの聖地として知名度が高かったこと、狭く回りやすい一つのフロアに13店舗も時計販売店が立ち並び豊富な在庫量があること、政策による観光誘致と免税販売促進の効果もあり週末ともなると外国人観光客がフロア内に溢れている。

そして外国人観光客に対応する為各店舗では外国人スタッフも雇用しており各店内には中国語や英語など様々な言語が飛び交っており日本とは思えない独特の空間となっている。

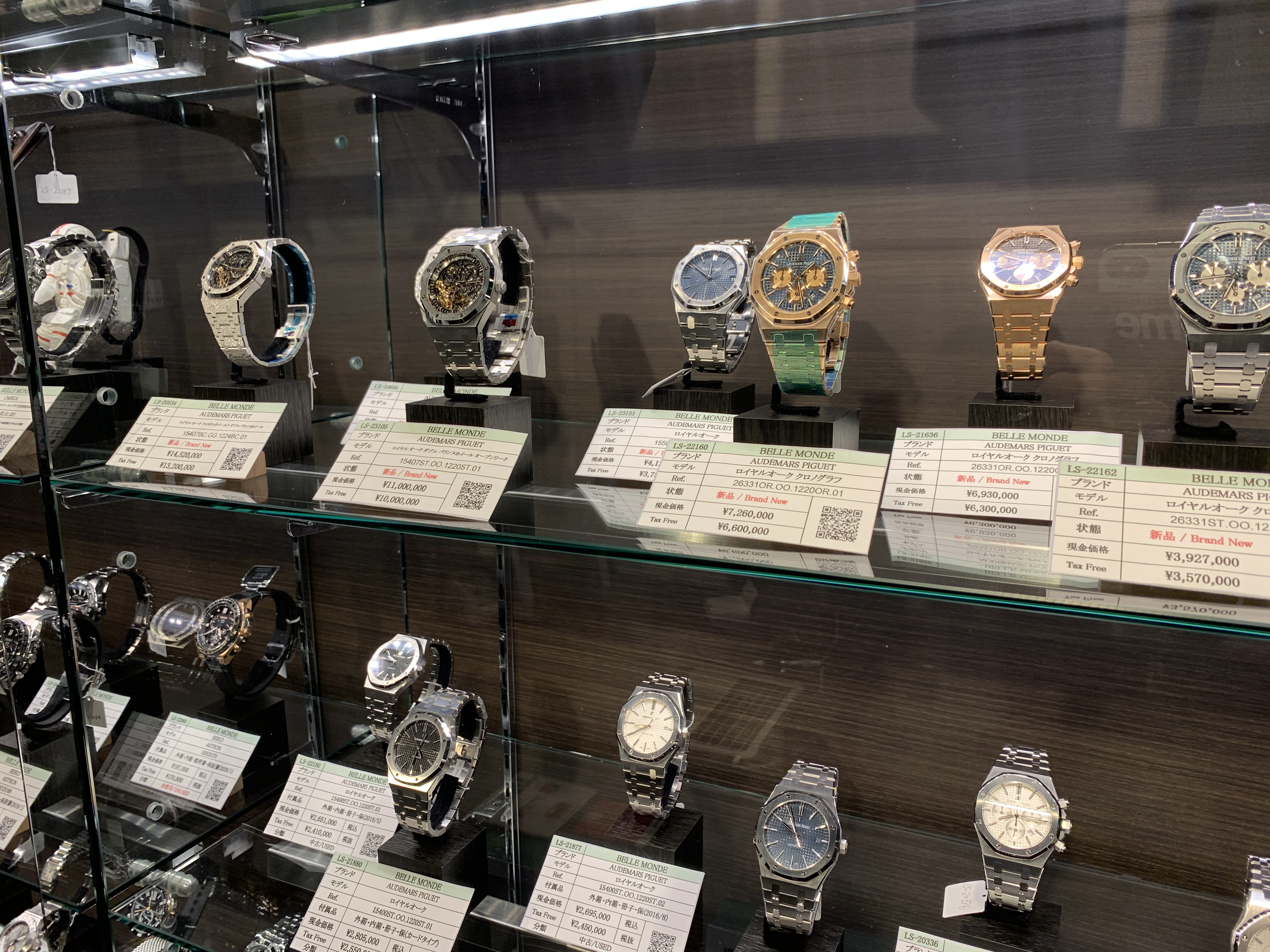
ショーケースの高額時計

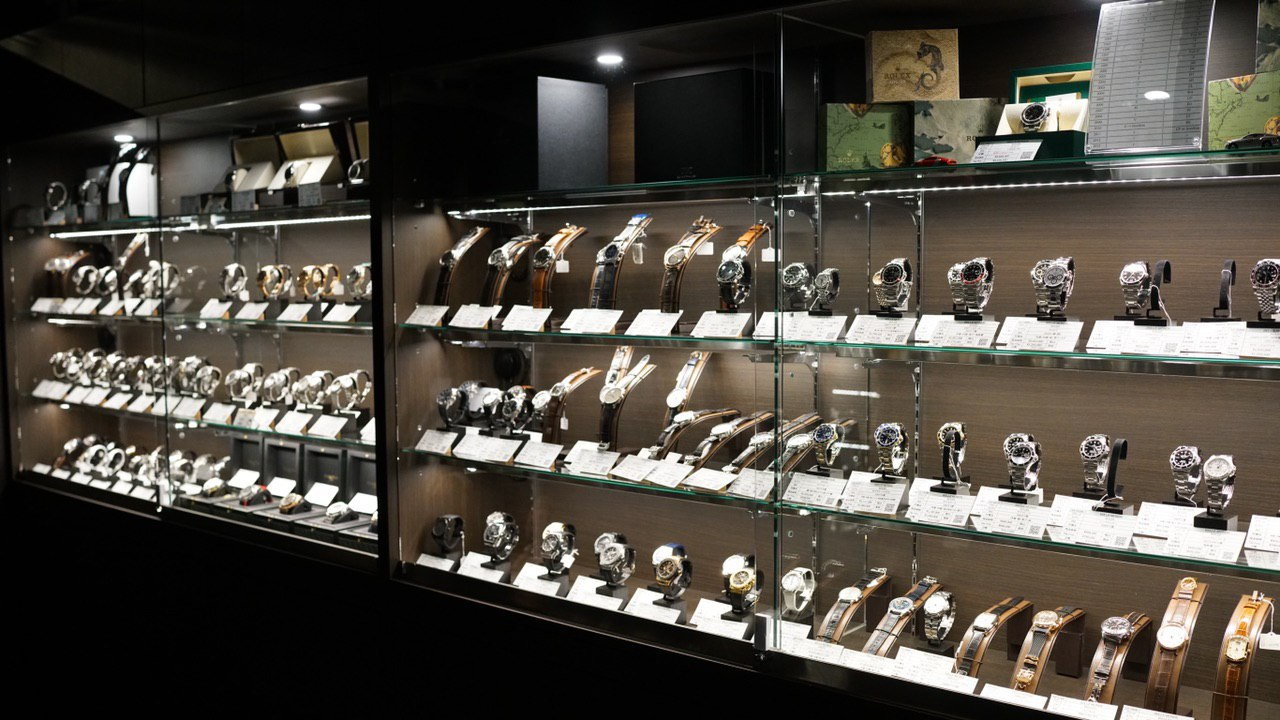
時計店のショーケース

## 店舗3階フロア
- ジャックロード
- かめ吉
- ユニバーサルバリュー中野店
- CHEESE PENNE（チーズペンネ）
- れんず
- ONOMAX（オノマックス）
- Good Watch（グッドウォッチ）
- BELLE MONDE（ベルモンド）
- NJ TIME中野ブロードウェイ店
- 一風騎士中野ブロードウェイ店
- 侍J
- タイムゾーン中野ブロードウェイ店
- QUARK LAB（クオークラボ）
- 7HOURS（セブンアワーズ）

## 店舗 周辺エリア
- G-GATE
- TWC
- 大黒屋時計館
- CY Watch
- リッチタイム
- Swiss watch